# 球场街道
球场街道是中华人民共和国湖北省武汉市江岸区下辖的一个街道办事处。
1861年汉口开埠后，英、德、俄、法、日相继在汉口开辟租界。1870年代，租界北侧建立了一座高尔夫球场，该球场现已不存，但地名沿用至今。有观点认为，此地是中国历史上第一座高尔夫球场。

## 行政区划
球场街道下辖以下村级行政区划单位：
安静社区、同庆阁社区、球新社区、货捐社区和阳春阁社区。